# Sigmops longipinnis
Sigmops longipinnis är en fiskart som först beskrevs av Mukhacheva 1972.  Sigmops longipinnis ingår i släktet Sigmops och familjen Gonostomatidae. Inga underarter finns listade i Catalogue of Life.